# Justine Dreher
Pour les articles homonymes, voir Dreher.
Justine Dreher, née le 29 juin 1992 à Heidenheim an der Brenz (Allemagne), est une golfeuse française.

## Carrière
Avec Manon Mollé, elle remporte la médaille d'argent des Championnats d'Europe de golf par équipes 2018 à Gleneagles.